# ACPD
1-Amino-1,3-dikarboksiciklopentan (ACPD) je hemijsko jedinjenje koje se vezuje za metabotropni glutamatni receptor (mGluR). ACPD deluje kao mGluR agonist. On je krut analog neurotransmitera glutamata koji ne aktivira jonotropne glutamatne receptore. ACPD može da indukuje konvulzije kod neonatalnih pacova.